# Castell de Salvatierra (Villena)

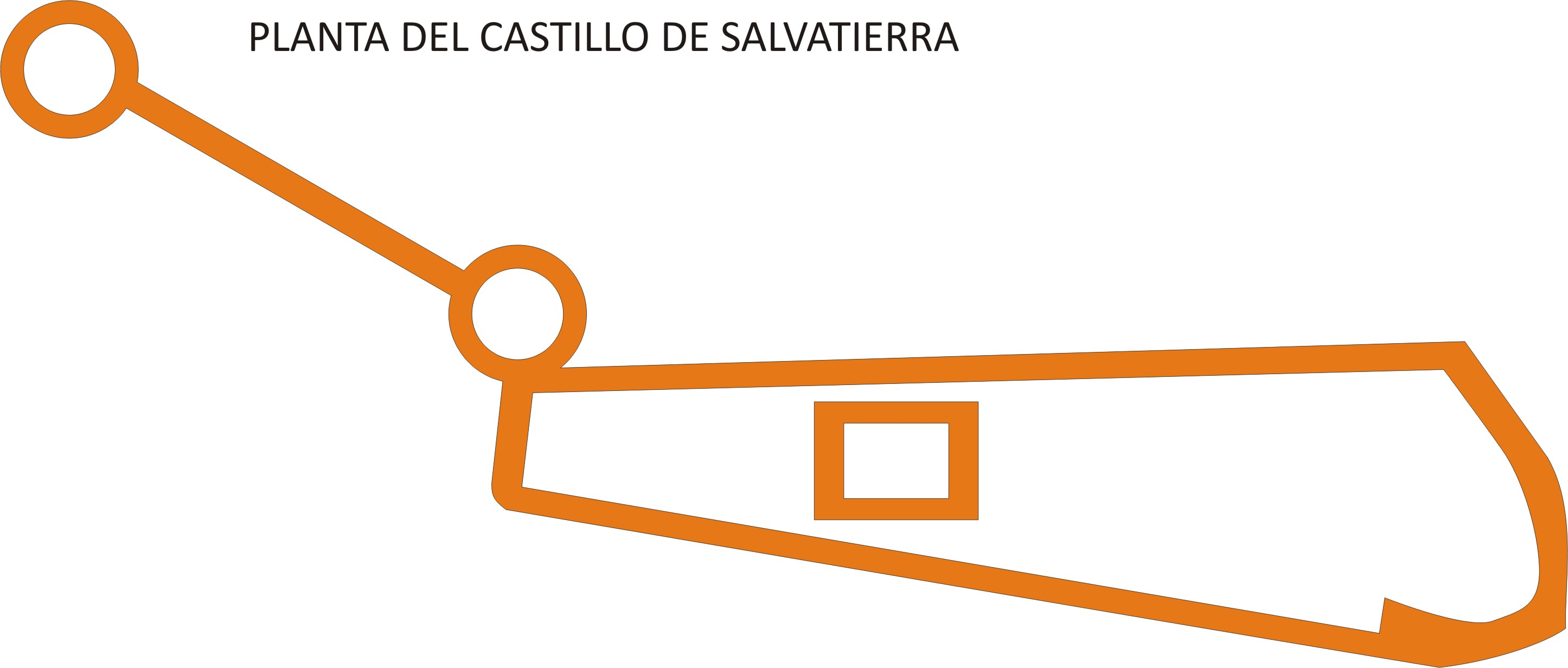
Planta del Castell de Salvatierra.

El castell de Salvatierra, conegut popularment com El Castillico se situa sobre el replegament de la serra de la Vila, en la localitat de Villena. Es va construir durant el segle x i va perdurar fins al segle xiv, quan seria abandonat en benefici del Castell de la Talaia. Des del seu enclavament es poden contemplar les valls de Biar, Beneixama i Villena, així com les localitats de Iecla i Cabdet. Actualment l'edificació està en ruïnes i només es conserva una petita part d'ella.

## Descripció
La construcció de forma rectangular aconsegueix unes dimensions de 50 m de longitud i cinc d'amplària, els murs de la qual de doble paràmetre mesuren 60 cm de gruix i estan construïts amb pedres mitjanes i units per argamassa. Els blocs de pedres pels quals es componen són de grandària mitjana. En la seua part superior s'alcen tres torres: la nord de planta circular a l'origen, va passar a adquirir la seua actual forma rectangular igual que la torre central. La torre sud o torre de l'homenatge, quadrada i amb murs de fins a tres metres de gruix està composta per quatre cossos dels quals els dos primers són de tàpia almohade i la resta de maçoneria on es conserva encara la Mancala: passatemps d'origen musulmà que es manté gravat en la roca. La fortalesa presenta una clara divisió entre la zona superior o alcassaba i la zona inferior o albacar, que en la part est es veu delimitada per un llarg llenç de muralla rectilini paredat. A més d'aquests elements exteriors, existeixen altres elements interessants com el seu aljub i construccions realitzades sobre la pròpia roca tals com les escales o els canalons de recollida d'aigua.

## Història
En 1951 l'Arqueòleg José María Soler va realitzar sondejos arqueològics en aquesta fortalesa per conèixer el seu origen i la seua perduració. Les troballes van confirmar que té un origen islàmic, d'època califal, i que perdura en època almohade. Finalment, amb la conquesta cristiana l'ocupació contínua fins al segle xiv. Els primers esments històrics apareixen al segle xiii amb motiu del matrimoni de Joan Manuel de Castella, Senyoriu de Villena, amb la infanta Elisabet de Mallorca. Aquest esdeveniment va desencadenar que el monarca d'Aragó, el seu futur sogre, estipulés el lliurament de Salvatierra a la infanta en concepte de dot.
Possiblement el castell complia funcions estratègiques de vigilància i control de la via de pas del Vinalopó així com lloc de lluites fins al segle xiv, posteriorment episodis com l'aixecament de les Germanies, o batalles de la guerra de Successió Espanyola o de la Guerra del Francés van tenir lloc entre els seus murs. En la Relació enviada pel Concejo de Villena a Felip II en 1575 apareix aquesta descripció del castell:
| « | Ansimismo, ay otro castillejo muy antiguo que se llama el castillo de Salvatierra, que está ansimismo a la parte de oriente, un tiro de alcabuz apartado de castillo arriba declarado. Este castillejo esta fundado ençima el altura de un tajo de peña sobre la syerra, a las faldas deste castillejo, ay algunos algibes fabricados a mano, cavada la dicha peña. Y ay concavos, cuevas, vestigios y senales de edifiçios de habitaciones de moradas muy antiguos, por los quales se demuestra la grande antiguedad deste pueblo. | » |

Cal assenyalar que aquest lloc ha estat ocupat en diferents períodes, potser a causa de la seua situació privilegiada en altura que permet una fàcil defensa i control del territori. En aquest sentit els treballs de José María Soler van confirmar la presència, no solament de restes medievals sinó també de les èpoques prehistòrica, antiga i medieval.
La importància històrica de la fortificació li ha merescut la declaració de Bé d'Interès Cultural des de 1985.